# Первая греко-турецкая война
Первая греко-турецкая война (греч. Ελληνοτουρκικός πόλεμος του 1897), или Тридцатидневная война, или Чёрный 97-й в Греции — военный конфликт между Грецией и Османской империей. Причины войны были вызваны восстанием греческого населения против турецкого правления островом Критом.

## Повод к войне
Причины войны заключались, главным образом, во внутренних политических условиях Турции. Покорив в своё время некоторые христианские народности, османы отказались от всякой попытки слияния с ними. Поэтому с упадком османского господства начался обратный процесс распада Османской империи. С образованием на Балканском полуострове независимых христианских государств, под властью турок осталось ещё значительное количество христиан, тяготевших к единоплеменникам. Эти последние со своей стороны вели деятельную пропаганду среди христианских подданных султана, подготавливая дальнейшее разложение Турции.
В числе других государств и Греция направила свои помыслы и усилия на заселенные греками острова Эгейского моря и соседние материковые владения Турции. Непосредственной причиной войны стала борьба за остров Крит, где греческое население всё ещё было под владычеством Турции, и неоднократно восставало ранее. В 1896 году вспыхнуло восстание на острове Крит, отозвавшееся большим возбуждением в Греции, увлекшим и правительство. В январе 1897 года началось подкрепление восставших греческими добровольцами, а 15 февраля на Крите высадился 1,5 тысячный отряд греческих войск под командованием полковника Тимолеона Вассоса. Все усилия мировых держав по предотвращению войны не имели успеха. Началось вторжение греческих иррегулярных отрядов в османскую Фессалию; наконец, 4 апреля последовал ряд пограничных стычек, вызванных нападениями регулярных греческих войск. 6 апреля со стороны Турции последовало объявление войны.

## Силы сторон

### Греция
Армия в мирное время — 18 тысяч человек, в военное — 82 тысячи. При первом взгляде военная организация давала выгодное впечатление; но при ближайшем ознакомлении замечались большие недочеты. При частой смене военных министров, недостаточно сведущих и политиканствующих, в военном управлении господствовало поверхностное отношение к делу. Войсковые кадры содержались в половинном составе, офицерский корпус был малочислен, равнодушен к службе и тоже занят политикой, которая захватывала даже и нижних чинов. Армия не знала полевых упражнений частями свыше роты, почти не производила стрельбы, не имела подготовленного генерального штаба и высших управлений. В лошадях и материальной части был большой недостаток. Вообще, все признаки внутреннего разложения армии были налицо. Необходимость реформ сознавалась, и некоторые из них были намечены за год до войны, но не осуществились. В 1896 году в армии I линии числилось:
|                 | Батальоны | Эскадроны | Батареи | Инженерные роты | Санитарные роты              | Обозные роты | Численность | Численность | Численность | Численность |
| --------------- | --------- | --------- | ------- | --------------- | ---------------------------- | ------------ | ----------- | ----------- | ----------- | ----------- |
| Штыков          | Батальоны | Эскадроны | Батареи | Инженерные роты | Санитарные роты              | Обозные роты | Сабель      | Орудий      | Лошадей     |             |
| В мирное время  | 38        | 12        | 20      | 11              | 2                            | 1            | 12 000      | —           | 80          | 1500        |
| В военное время | 55        | 15—18     | 26      | 15              | Полевые санитарные отделения | 5            | 61 130      | 20 700      | 156         | 5925        |

Во II и III линиях числилось на бумаге 134 тысячи, но кадров не было, и организация не предусмотрена, поэтому эти категории имели значение общего запаса армии I линии.
Вооружение: пехота — 11-мм ружья Гра (запас патронов: на руках 78, общий 175); кавалерия — карабин Гра и сабля; артиллерия — 7-см (горное), 7,5-см и 8,7-см (2 батареи) пушки Круппа, 272 снарядов на орудие.
Высшим соединением мирного времени был полк.
Греческий флот в 1897 году состоял из 3 небольших броненосцев, 1 броненосного корвета, 1 броненосца береговой обороны, 2 броненосных лодок, 3 крейсеров и около 30 мелких судов, канонерских лодок, транспортов и миноносцев.

### Османская империя
Армия в мирное время около 100 тысяч, в военное — 380 тысяч, делившихся на войска I линии (низам), II линии (редиф) и III линии (мустахфыз). Учебных сборов не было. Тактическая подготовка и стрельба почти отсутствовали. Большинство офицеров — выслужившиеся нижние чины. Высшие начальники ещё старой школы; выдающееся место занимал только генеральный штаб. Но главная сила турецкой армии состояла в природных качествах её личного состава, храброго, физически крепкого, выносливого, проникнутого воинским духом. Из 7 территориальных военных округов (орду) в войне приняли участие войска трех: I (Константинопольского), II (Адрианопольского) и III (Салоникского). В этих 3 округах в 1896 году состояло войск:
| I и II линии (низам и редиф): | Батальоны | Эскадроны | Батареи | Инженерные роты | Обозные роты | Численность | Численность | Численность | Численность |
| ----------------------------- | --------- | --------- | ------- | --------------- | ------------ | ----------- | ----------- | ----------- | ----------- |
| I и II линии (низам и редиф): | Батальоны | Эскадроны | Батареи | Инженерные роты | Обозные роты | Штыков      | Сабель      | Орудий      |             |
| В мирное время                | 228       | 95        | 141     | 15              | 9            | 69 500      | 7600        | 846         |             |
| В военное время               | 328       | 95        | 141     | 50              | 18           | 284 000     | 16 700      | 846         |             |

Из этих сил в состав действующей армий вошло до 236 батальонов, 30 эскадронов, 42 батареи, численностью до 130 тысяч человек боевого состава. Войска III линии (мустахфиз) могли быть выставлены в числе 3 корпусов, по 30 тысяч человек. В действительности мобилизовано лишь 2 дивизии для охраны побережья. Таким образом, значительная часть войск должна была остаться вне театра войны для обеспечения внутреннего порядка и в ожидании возможных внешних осложнений на полуострове.
Вооружение: пехоты — 11,43-мм ружья Пибоди-Мартини, на каждое 100 патронов на руках, 130 в обозе; кавалерии — тот же карабин, сабля; артиллерия — 7-см (горное), 8-см (конное) и 9-см пушки Круппа. 12-см гаубица Круппа. Снарядов на орудие: 185 (горные), 288 (конные), 256 (ездовые) и 250 (гаубичные).
Высшие соединения мирного времени: кавалерийские и артиллерийские дивизии пехоты низама, бригадные управления редифа.
Турецкий флот составляли одни устаревшие суда: 16 батарейных или казематных броненосцев и броненосных фрегатов, 3 монитора, 8 крейсеров и около 40 мелких судов (канонерских лодок и миноносцев). При перевесе в численности турецкий флот значительно уступал греческому в вооружении, скорости хода и качествах личного состава.

### Сравнение
В общем выставленные обеими сторонами армии, по своей организации, подготовке и духу, имели иррегулярный, милиционный характер. Численное превосходство турок в значительной степени нивелировалось необходимостью держать большие силы вне театра войны. Вооружение обеих армий было равноценно: хорошая артиллерия и старые ружья. Недостатки в снаряжении и вообще в материальной части обеих армий отозвались медленным развитием операций.
Кроме регулярных войск, обе стороны имели по несколько тысяч добровольцев: у турок — албанцев, у греков — своих и иностранных, главным образом «гарибальдийских», добровольцев.

## Театр военных действий
Театр военных действий мог быть ограничен на севере линией Салоники — Монастир — Берат, на востоке и западе морем и на юге линией Месолонгион — Аталанди. Труднодоступная горная система Пинд делит весь театр на более значительный — Восточный (Фессалийский) и узкий — Западный (Эпирский) участки. Оба носят гористый характер. Государственная граница с обеих сторон обеспечивалась многочисленными блокгаузами, на расстоянии 2—2,5 км друг от друга. Старые укрепления имели: Превеза, Янина, Салоники (с моря и суши) и Мецовон; в Греции — форт при входе в Артский залив и укрепления в Волосе.

## Мобилизация
Мобилизация греческих войск была объявлена 1 марта, но фактически началась ещё с 1 февраля. Призывалось свыше 210 тысяч, из них 100 тысяч вовсе не обученных. Не явилось 40 %, на половину вследствие неудовлетворительности учёта. Несмотря на это, число призванных превысило потребности комплектования войск, так что численность греческих батальонов доходила до 1,5 и даже до 2 тысяч человек. Одновременно шли новые формирования. Мобилизация прошла беспорядочно и встретила большие затруднения, в особенности в обмундировании и снаряжении и по недостатку офицеров и лошадей. Всего, после 10 недель Греция развернула до 90 тысяч, чем исчерпывались все её средства.
В Турции мобилизация прошла сравнительно гладко. Частичная мобилизация началась со 2 февраля. Мобилизован полностью III (Салоникский) округ с добавлением всего редифа I, II и IV округов. Всего в 3 очереди мобилизовано и отправлено до 130 тысяч человек. Численность батальонов 400—1200 человек, эскадроны имели по 70 человек, батареи — по 3 зарядных ящика.

## Развертывание армий
Из двух театров по обе стороны Пинда восточный, заключающий пути от Салоник в Афины, естественно, сделался главным, на котором оба противника развернули наибольшие силы. Первоначально греческая армия занимала кордоном границу, имея целью — политическую демонстрацию и возбуждение восстания. С 29 марта началось сосредоточение в Лариской долине. Фессалийская армия сосредоточивалась в двух группах: 1-я дивизия в районе Лариса — Тирнавос и 2-я — в одном переходе к юго-западу. Обе группы закрывали выходы из важнейших проходов Мелунскаго и Ревени. На флангах отдельные отряды обеспечивали перевал Незерос и проходы западнее горы Митрицы. Всего к 10 апреля в Фессалийской армии состояло 36 батальонов, 4 эскадрона, 16 батарей, 4 инженерные роты и 4 пеших эскадрона (42 256 человек пехоты, 730 человек кавалерии и 36 орудий). Главнокомандующим состоял королевич Константин. На Эпирский театр была направлена 3-я дивизия (полковник Маноса), части которой, сильно перемешанные, были растянуты вдоль всей границы. В ней состояло 15 батальонов, 8 батарей, 3 эскадрона и 5 инженерных рот (22 438 человек пехоты, 240 человек кавалерии и 48 орудий), то есть треть всех сил.
Турецкая армия сначала развернулась широким фронтом с целью закрыть границу и лишь незадолго до начала военных действий приступила к более тесному сосредоточению в районе Лассаны. В окончательном виде главная, Фессалийская армия маршала Эдхема-паши, из 7 дивизий, развернулась на фронте в 65 километров, всего 132 батальона, 34 батареи и 22 эскадрона (73,5 тысячи штыков, 1200 сабель и 204 орудия). Из этого числа 48 тысяч находилось вокруг Елассаны. Организация частей была везде сильно нарушена. Эпирская армия генерала Ахмет-Хивзи-паши, из 2 дивизий, группировалась у Янины и Луроса. Здесь находилось 32 батальона, 8 батарей и 3 эскадрона, крепостные и обозные части (25 600 штыков, 400 сабель и 48 орудий, то есть четверть всех сил). Таким образом, турки развернули двойные силы и при распределении их правильнее оценили значение главного театра.

## Боевые действия

### Операции в Фессалии
6 апреля армия Эдхема-паши с утра перешла в наступление по всей линии и достигла серьёзного успеха у Мелуны. Здесь греки занимали высоты перевала несколькими батальонами с горными орудиями. Дорога через перевал поднималась к блокгаузу среди голых, труднодоступных скал. После 28-часового упорного наступления туркам (11 батальонов) удалось к утру 7 апреля занять почти всю позицию, а к вечеру и южный выход перевала.
Одновременно с этим 5-я дивизия начала наступление на Годоман, 2-я безуспешно пыталась форсировать гребень Лосфака, а 1-я — пробиться через Ксериасское ущелье и проход Ревени. Также безуспешны были усилия 6-й дивизии у Незероса. Только 10 апреля туркам удалось продвинуться в центре до Карадере (Лигария), а восточнее занять Годоман и Незерос. Опасаясь больших потерь, Эдхем-паша не решился на удар своим правым флангом (1 и 2-я дивизии), а предпочел сбить греков с позиции у Тирнавоса наступлением своего левого крыла.
С рассветом 11 апреля 5 и 6-я дивизии продолжали наступление. 6-я уже к 8 часам утра оттеснила правый фланг греков за реку Саламбрию, а 5-я, от Каратсали, атаковала и к 16 часам заняла позиции греков у Делилера. Несмотря на то, что турки не преследовали, неудача греков на их правом фланге, в связи с движением 2-й турецкой дивизии от Скомбы и неудачным наступлением греков у Чайхисара, побудили греков вечером 11 апреля очистить Тирнавос. Во время ночного марша у греков началась паника, окончившаяся расстрелом своих и бегством колонны до Лариссы. 12 апреля королевичу Константину с большим трудом удалось собрать одну слабую бригаду, с которой он отступил к Фарсале. Одновременно с Лариссой очищены Трикала и Калабака.
В этот же день 2 и 4-я турецкие дивизии заняли Тирнавос. Потери: у турок 300 убитых и 800 раненых, у греков 166 убитых и 586 раненых.
13 апреля турецкая конница заняла Ларису. Затем на фронте последовал 9-дневный перерыв в действиях, вызванный необходимостью перенести базу в Ларису и подтянуть к ней войска.

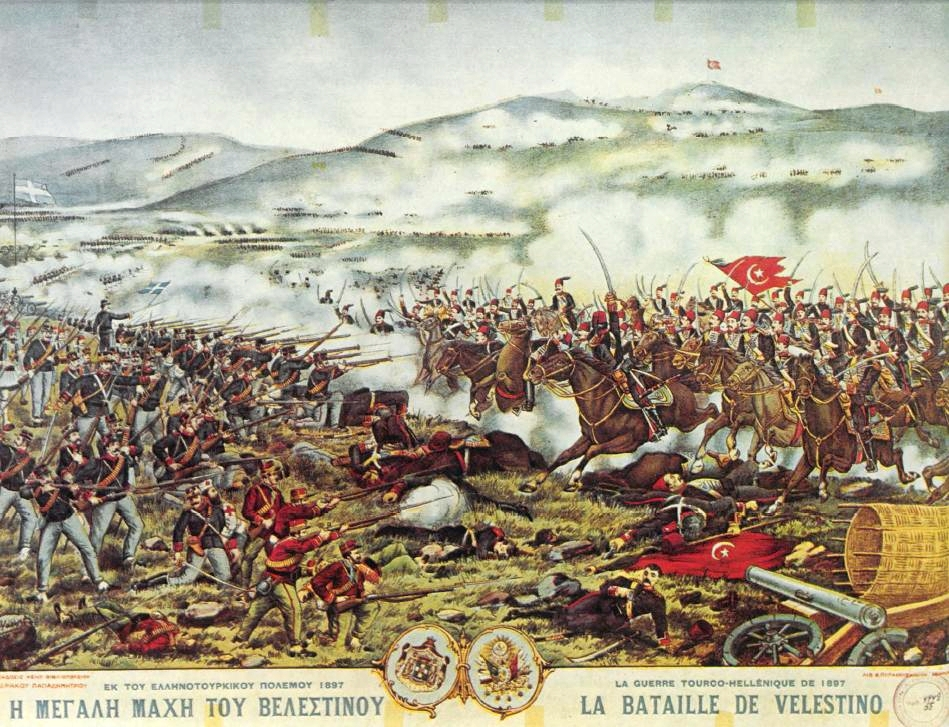
Карл Гаупт. Битва при Велестино. 1897 год.

На флангах действия продолжались. На правом фланге 1-я турецкая дивизия 17 апреля заняла Трикалу. На левом фланге особый отряд был выдвинут для занятия портового Волос (город), что привело к ряду боев у деревни Велестино. Дорогу на Волос обороняла 3-я бригада полковника Смоленски, Константиноса (4 тысячи, 6 орудий). После занятия Ларисы турки направили к Волосу конную бригаду Сулеймана-паши (400 сабель, 6 орудий). Конница двинулась 15 апреля без всяких мер разведки, предполагая ночевать в Велестино; вместо этого она неожиданно попала под огонь с позиции греков и после короткого боя отступила в Килелер.
На следующий день подошла бригада редифов с батареей (4 тысячи), и новый начальник отряда Наим-паша возобновил наступление. Движение отряда было медленно и беспорядочно. Только 17 апреля, к 18 часам, турки развернулись перед позицией, но наступившая темнота вынудила отложить атаку на следующий день.
Между тем, ночью и в течение утра в бригаду Смоленица прибывали подкрепления из Фарсала по железной дороге, доведя его силы до 9 тысяч и 18 орудий . Несмотря на первоначальный успех правого фланга турок, они должны были отступить. Греки их не преследовали. Неудача у Велестино побудила Эдхема-пашу направить сюда всю 5-ю дивизию, не принявшую, таким образом, участия в главной операции на Фарсалу.
22 апреля главные силы турок двинулись, наконец, от Ларисы к Фарсале. К этому времени вновь сформированная 7-я дивизия придвинута из Элассоны в Ларису, а в состав армии вступило до 4 тысяч албанских добровольцев. Главная группа армии у Ларисы состояла из 2, 3, 4, 6 и 7-й пехотных дивизий и кавалерийской дивизии (62 батальона, 17 эскадронов и 20 батарей), всего 35 тысяч; 1-я дивизия (9 тысяч) — у Котсери и 5-я дивизия (10 тысяч) — у Герели, против Велестино.
Греческая армия, в составе 3 бригад (25 батальонов, 4 эскадрона, 12 батарей, всего до 25 тысяч) занимала позицию у города Фарсала. У Велестино — бригада полковника Смоленски.
21 апреля турецкая кавалерия дошла до Субази и обнаружила главные силы греков у Фарсала. К вечеру 22 апреля колонны 3 турецких дивизий достигли Хадьилар, Цурманли, Енибайлер. Турки были плохо ориентированы относительно расположения греков. Поэтому на 23 апреля Эдхем-паша решил лишь оттеснить передовые части греков, предполагаемые севернее реки Кючук-Канарли, а главную атаку вести 24 апреля. Согласно диспозиции, кавалерийская дивизия должна была выступить с рассветом для разведки. 2, 6 и 3-я дивизии, имея в резерве половину 4-й дивизии, должны были в 5 часов утра двинуться с фронта; одновременно 1-я дивизия должна была действовать от Котсери во фланг, а 5-я дивизия — возобновить движение на Волос. Наступление турецкой армии к югу от Ларисы привело 23 апреля к бою у Фарсала, окончившемуся отступлением греческой армии к Домокосу.
После боя у Фарсала в главной операции турок последовал 10-дневный перерыв для организации подвоза запасов. Действия опять переходят на фланги в виде новой экспедиции на Волос и в Трикальскую долину. При наступлении турецкой армии к Фарсале 5-я дивизия Хакки-паши была оставлена в Герели с целью помешать отряду Смоленица оказать содействие армии королевича. Хакки-паша, одновременно с наступлением главной армии, 23 апреля сам перешел в наступление. Это привело к новому бою у Велестино 23 и 24 апреля. Бригада Смоленски к этому времени увеличился до 12 тысяч , занимая по-прежнему позицию на высотах западнее Велестино. В течение 23 и 24 апреля продолжался нерешительный бой и только к вечеру 2-го дня обход нескольких турецких батальонов на левом фланге вынудил греков отступить. Потери с каждой стороны не превышали 300 человек.
Главные силы бригады Смоленски отступили к Волосу, откуда перевезены морем в Стилис, а Смоленски с 3 тысячами отошел на Галмирос. 25 апреля турки заняли Велестино, куда подошли спешно выдвинутые на подкрепление после боя у Фарсала 3-я и половина 4-й дивизии. 26 апреля 5-я турецкая дивизия заняла город Воло. После этого части 3 и 4-й дивизии были возвращены к армии.
Одновременно с этим на правом фланге турок греками произведена новая экспедиция в Трикалу; обеспокоенный слухами о появлении значительных сил, Эдхем-паша 28 апреля выслал на Трикалу две колонны из состава 1 и 7-й дивизий, которые 29 апреля заняли этот город, не найдя там противника.

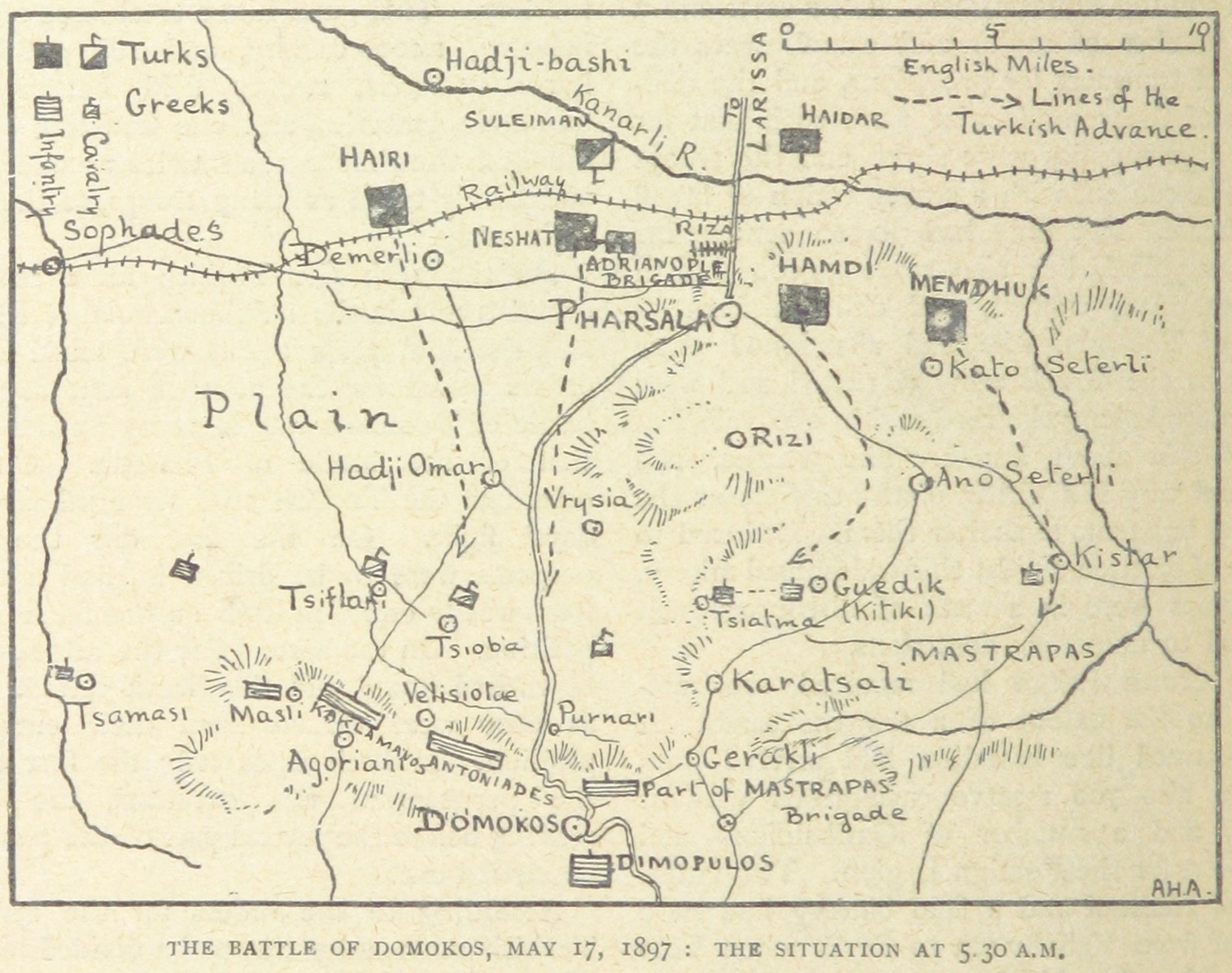
Карта сражения при Домокосе

Одновременно 2 греческих дезертира сообщили туркам, что главные силы греков, в составе 2 дивизий, занимают укрепленную позицию севернее Домокоса. Эдхем-паша, считая себя слишком слабым, решил выждать прибытия вновь сформированной 7-й дивизии и бригады 4-й дивизии, собранной с этапных линий. 4 мая он получил из Константинополя сведение о сделанной державами попытке к посредничеству, вместе с приказанием продолжать наступление. Последнее было вызвано новым наступлением греков на Эпирском театре.
5 мая Эдхем-паша начал наступление, имея в своем распоряжении 1, 2, 3, 4 и 6-ю дивизии, только что прибывшую бригаду низама, бригаду конницы и резервную артиллерию (50 тысяч, 186 орудий). 7-я дивизия оставлена в тылу. Греческая армия, усиленная войсками отряда Смоленица и подкреплениями из Афин, достигала 30 тысяч с 70 орудиями и занимала позицию на северном отроге Отрисских гор, протяжением до 13 километров. Происшедший 5 мая бой у Домокоса остался нерешенным. Греки удержали позиции, нанеся туркам потери до 1600 человек, но в виду обхода правого фланга 2 турецкими дивизиями, приказано в ту же ночь отступить на Ламию, через перевал Фурка и соседние проходы. На позиции оставлены в руках турок горная батарея, 1 крепостное орудие и много боевых запасов. Турки преследовали, вследствие чего последовали арьергардные бои 6 мая у перевала Фурки и 7 мая у Таратсы. Здесь в 14 часов к туркам прибыл греческие парламентеры, что совпало с получением Эдхемом-пашой приказа о прекращении военных действий. Приказ последовал вследствие телеграммы Российского Императора к султану, вызванной, в свою очередь, просьбой о заступничестве со стороны греческого правительства.
7 мая продолжалось отступление греческой армии к Фермопилам. К армии присоединились отряд полковника Тимолеона Вассоса, вернувшийся с Крита и остальная часть бригады Смоленски, отступившая 6 мая из Алмироса в Неа-Миндзела и перевезенная оттуда морем в Стилис. 8 мая было подписано перемирие.

### Действия на Эпирском театре
Вследствие политических и военных соображений турки ограничились в Эпире обороной. К этому побуждали: второстепенное значение театра, отсутствие предметов действий и ненадежность преобладающего греческого населения, вызывавшая необходимость дробления сил. 1-я турецкая дивизия Османа-паши находилась главными силами в окрестностях Янины и Пентепигадии, имея 5 тысяч в пограничных отрядах; 2-я дивизия Мустафы-Хильми-паши на нижнем Арте, имея 3 батальона гарнизоном в Превезе. Греки (22 тысячи) к 5 апреля находились главными силами (18 тысяч) у города Арты и южнее. 6 апреля греческая эскадра и орудия Акциона начали обстрел Превезы, длившийся 7 и 8 апреля. Истратив массу снарядов, греки не причинили туркам вреда.
В ночь на 9 апреля две греческие бригады перешли реку Арту. 5-я бригада заняла высоты Имарета, взяв в плен турецкий батальон с 2 орудиями; части 6-й бригады заняли батарею Салагоры. 11 апреля полковник Трасивулос Манос отбросил турок от Луроса и Филиниадеса и продолжал наступление на блокгауз Пентепигадию, заняв его 12 апреля передовыми частями.
Дальнейшее наступление было остановлено переходом в наступление 2-й турецкой дивизии. Уже 12 апреля турки атаковали передовые части греков у Пентепигадии и после упорного боя отбросили их на главные силы. После неудачных попыток остановить наступление турок полковник Манос к 18 апреля отвел свои войска за реку Арту, после чего обе стороны заняли первоначальное положение.
30 апреля Манос получил приказание из Афин о переходе в наступление. За это время его армия была усилена новыми формированиями и переформирована в 3 бригады. Но и турки за это время усилились прибывшею в Янину бригадой низама.
1 мая все три греческие бригады оттеснили передовые части неприятеля и 2 мая атаковали турок у Грибова. Бой продолжался с ожесточением до наступления темноты. Вся тяжесть его легла на 1-ю бригаду, понесшую большие потери. Прибытие к туркам значительных подкреплений из Янины решило участь боя; в ту же ночь греки отступили и с большим трудом отошли за реку Арахтос. Этим ограничились военные действия в Эпире.
Потери турок в Эпире около 355 человек (кроме плененного батальона), а греков до 1200 человек.

### Действия на море
Развитие действий на море со стороны греков было сильно стеснено ожидавшимся противодействием почти всех великих европейских держав, имевших в водах острова Крит внушительные морские силы, а Турция держала свой флот у Дарданелл, на случай появления здесь греческого флота, уверенная в том, что лучшей гарантией неприкосновенности её владений со стороны Средиземного моря являются стремления держав локализировать войну.
К началу войны (18 апреля) греческий флот был разделен на 4 эскадры: западную, с назначением занять Превезу; восточную — в водах Архипелага; южную — у острова Крита, и эскадру минных судов. В военных действиях приняли участие только западные и восточные эскадры, прочие же не могли выполнить своего назначения: 1-я — из-за указанной международной обстановки (остров Крит был объявлен державами в блокаде), 2-я — по совершенному отсутствию объекта для действий: турецкий флот не показывался из Дарданелл.
Действия западной эскадры были малоудачны. Овладение Превезой требовало предварительного форсирования залива Арта, но попытки к тому, предпринятые 19 апреля, оставались безуспешны. Броненосец береговой обороны «Василеос Георгиос», не говоря уже о мелких судах, не мог вынести огня 4 турецких фортов, вооруженных крупповскими орудиями большого калибра. Прибытие к заливу Арта главного начальника, командора Криэзиса, с броненосцами «Идра» и «Спеце», не изменило положения. Бомбардировка не имела результатов, попытка прорваться под выстрелами фортов также окончилась неудачей, и Криэзис отказался от захвата Превезы; эскадра отошла к незащищенным рейдам Муерто и Аджиос Саранта, где бомбардировкой разрушила провиантские магазины и склады боевых припасов.
Так же малосущественны были и действия восточной эскадры. Попытка разрушить железнодорожный путь у Лестары, с целью прервать коммуникационную линию армии Эдхема-паши, была вовремя замечена турками, и осуществить её не удалось. Восточная эскадра обратилась к тому же, что сделала и западная: к действиям против незащищенных рейдов. Взорвав пороховые склады в Платамоне, она бомбардировала Левкатерию и Скала-Катерини при входе в Салоникскую бухту.
Этим ограничились действия на море в Греко-турецкую войну. Если упорная стоянка турецкого флота в Дарданеллах и давала Греции полное господство на море, то использовать его помешали две причины, тяжело отозвавшиеся на моральном состоянии личного состава: противодействие держав и чувство бессилия перед смертельной опасностью, угрожавшей отечеству от успехов армии Эдхема-паши на суше.
Общие потери на всем театре войны у турок: 999 убитых и 2064 раненых; у греков: 832 убитых, 2447 раненых.

## Конец войны
Ещё в марте 1897 года на Крите была объявлена автономия под «покровительством Европы», а 5 апреля 1897 года на остров высадились 3 тысячи солдат и офицеров, которых направили шесть стран: Австро-Венгрия, Великобритания, Германия, Италия, Россия и Франция.
После заключения перемирия переговоры о мире велись от лица Греции державами-посредницами. Турция первоначально потребовала: уступки всей Фессалии, уплаты контрибуции в 10 млн турецких фунтов и отмены капитуляции (т.e. специальных юридических преимуществ греков в Турции). После долгих переговоров главные условия мирного договора, заключённого 4 декабря 1897 года, выразились в следующем: исправление границы, отдавшее Турции северные проходы в Ларисскую долину, военное вознаграждение в 4 млн турецких фунтов и небольшое вознаграждение пострадавшим турецким подданным. Мирный договор обязывал греков принять международную комиссию для управления греческими финансами.
Военное значение этой 30-дневной войны совершенно ничтожное. В политическом отношении удачный исход войны поднял авторитет султана и дух всего мусульманского мира.
Впоследствии турецкие отряды также оставили остров Крит, который был провозглашён международным протекторатом. На Крите было сформировано автономное правительство (1898 год) во главе с принцем Георгом, вторым сыном греческого короля. Остров Крит окончательно был передан Греции по Лондонскому соглашению 1913 года, которое завершило собой Первую балканскую войну.

## Выводы
Конфликт доказал, что Греция совершенно не была готова к войне. Планы, укрепления и современное вооружение отсутствовали, подготовка офицерского корпуса не соответствовала поставленным задачам. В результате численно превосходившие, лучше организованные, оснащенные османские войска, в значительной степени состоявшие из албанских солдат с боевым опытом, вытеснили греческие войска на юг из Фессалии и угрожали Афинам. 
Эта война была единственным конфликтом между греками и турками в XIX столетии, где Греция была вынуждена уступить свои земли Турции. Во многом успех османской армии в этой войне был обеспечен реформами, проведёнными немецким генералом бароном фон дер Гольцем.

## Статистика Первой греко-турецкой войны
| Воюющие страны    | Население (на 1897 год) | Мобилизовано солдат | Убито солдат | Ранено солдат |
| ----------------- | ----------------------- | ------------------- | ------------ | ------------- |
| Османская империя | 39 900 000              | 300 700             | 999          | 2064          |
| Греция            | 2 450 000               | 81 830              | 832          | 2447          |
| Всего             | 42 350 000              | 382 530             | 1831         | 4511          |